# Río Guachicono
Río Guachicono är ett vattendrag i Colombia.   Det ligger i departementet Cauca, i den sydvästra delen av landet, 400 km sydväst om huvudstaden Bogotá.